# Guild Wars
Guild Wars je kooperativní RPG online počítačová hra (MMORPG) od společnosti ArenaNet. Ke hře jsou vydány tři datadisky. První dva je možné hrát samostatně bez nutnosti zakoupit základní hru. Jsou to, Guild Wars Factions a Guild Wars Nightfall. U třetího datadisku s názvem Eye of the North, je pro hraní zapotřebí vlastnit původní hru Guild Wars.

## Úvod
Guild Wars není nejvhodnější nazvat MMORPG, sami autoři ji nazývají CORPG (Competitive Online Role Playing Game). Jedná se o to, že ve hře není jen jeden obrovský svět, který sdílejí stovky a tisíce hráčů. Všichni hráči se potkávají ve městech, kde mohou spolu komunikovat, obchodovat nebo vytvářet party. V případě, že se taková skupina hráčů dohodne, tak se pro ně vytvoří vlastní kopie herního světa (takzvaná instance, kde se nebude nacházet žádný jiný hráč nepatřící do této skupiny). Výhodou tohoto řešení je velmi nízká náročnost na internetové připojení. Hru mohou bez problémů hrát i hráči s běžným dial-up připojením.

## Systém hry

### Základy
Samotná hra je rozdělená na dvě základní části. První je PvE část (z anglického Player vs Environment, tj. hráč proti prostředí), ve které hráč, případně skupina hráčů, plní úkoly a mise a postupují dále v příběhu. Druhou, nosnou částí této hry je PvP část (z anglického Player vs. Player, tj. hráč proti hráčovi). Obě části se řídí stejnými pravidly, ale styl hraní je značně odlišný.Ve hře můžete postupovat po úrovních, maximální úroveň je 20. Úrovně získáváte plněním úkolů, příběhových misí nebo zabitím nepřátel.

### Povolání
Při vytvoření nové postavy jí hráč určuje primární povolání. Později v průběhu hraní (při PvP hře ihned) hráč vybírá i sekundární povolání. Každé povolání má několik unikátních vlastností, do kterých hráč rozděluje body a tak určuje vlastnosti své postavy. Každé povolání má i jednu primární vlastnost, která je přístupná pouze tehdy, když má vaše postava toto povolání určené jako primární. Ze sekundárního povolání je možné body přidělovat do všech vlastností, kromě primární. Přidáním bodů do vlastnosti se zlepšuje účinek všech dovedností (skillů), které tato vlastnost ovlivňuje. Například při hře za elementalistu přidáním bodu do fire magic zvyšujete účinek všech kouzel používajících oheň.

### Skilly
Každé povolání má k dispozici unikátní sadu dovedností. Ty hráč seskupuje do tzv. buildů, v jednu chvíli může být v buildu max. 8 skillů. Jejich výběr je mimořádně důležitý při plánování útoků a obrany proti nepřátelům. Každé povolání má k dispozici víc než 100 dovedností. Některé z nich jsou totožné pro všechna povolání. Účinnost většiny z nich je závislá na množství přidělených bodů k vlastnosti, ke které kouzlo patří. Výjimkou jsou skilly, které se neváží k žádné vlastnosti.

#### Vlastnosti skillů
- Cena – vyjadřuje kolik energie (many) se spotřebuje při vyvolání nebo při pokusu o jeho vyvolání
- Doba aktivace – vyjadřuje čas potřebný na aktivaci skillu
- Čas obnovy – vyjadřuje minimální čas potřebný na opětovné použití skillu po posledním použití

#### Typy skillů
- Attack – útok. Patří sem všechny útoky zbraněmi při boji na blízko i na dálku.
  -     - Melee Attack – útok zblízka. Může být proveden kladivem, sekerou, mečem, dýkou nebo kosou. Většina je vázána na Warriorské nebo Dervishovi atributy.

  - Warrior – některé jeho útoky potřebují Energy a jiné Adrenalin (většina).
    - Hammer Attack – útok kladivem. Útoky kladivem se vyznačují velkým uděleným zraněním a knockdownem (sražením nepřítele k zemi). Nevýhodou je že nemůžete nosit štít.
    - Axe Attack – útok sekerou. Sekery se vyznačují největším DPS (damage per second, zranění za sekundu) ze všech zbraní.
    - Sword Attack – útok mečem. Meč dokáže jako jediná warriorova zbraň udělit kondice Cripled a Bleeding.

  - Assasin – assasin má různé druhy útoků ale používá na ně vždy jen dýky. Útoky provádí v tzv. kombech, musí na sebe navazovat. Všechny potřebují Energy.
    - Lead Attack – začíná kombo
    - Off-hand Attack
    - Dual Attack

  - Ranger
    - Bow Attack – útok lukem. Nejvíce interrupt skillů je vázáno na luk. Také dokáže udílet mnoho kondic, mezi nejdůležitější patří Poison. Spotřebovávají Energy.
    - Pet Attack – útok rangerova ochočeného zvířete.

  - Paragon
    - Spear Attack – útok oštěpem. Všechny útoky oštěpem jsou na dálku. Některé spotřebovávají Energy a některé zase Adrenalin.

  - Dervish
    - Scythe Attack – útok kosou. Vyznačuje se tím že může zranit několik nepřátel najednou (pokud stojí blízko u sebe). Potřebují Energy.
- Signet – speciální druh skillu, který na aktivaci nepotřebuje žádnou energii
- Stance – druh skillu, který nepotřebuje žádný čas na aktivaci. Postava může mít najednou aktivovanou pouze jednu stance. Aktivací jiné stance se účinek první ruší.
- Spell – kouzlo, největší skupina skillů
  - Enchantment Spell – patří do skupiny kouzel. Vyznačuje se dlouhodobým příznivým účinkem na postavu, na kterou byl seslán. Je možné mít na sobě víc než jeden enchantment.
  - Hex Spell – patří do skupiny kouzel. Vyznačuje se dlouhodobým nepříznivým účinkem na postavu na kterou byl seslán. Je možné mít na sebe víc než jeden hex.
  - Weapon Spell druh kouzla, který vytvoří danému spojenci určitou zbraň, která ho během trvání kouzla posiluje, podobně jako enchantment, s tím rozdílem že nejde "odebrat nepřítelem".
  - Well Spell
  - Item Spell – podobně jako u weapon spell, určitou věc v rukou spojence, která může být položena a v tu chvíli se stane určitý efekt.
- Preparation – skill, který ovlivňuje vaše útoky po následujících několik sekund.
- Trap – past. Vytvoří na místě použití past, která poškodí procházející nepřátele.
- Glyph – skill, který ovlivní následující 1 nebo více kouzel. vždy může být použit jen jeden glyf v jednu chvíli a během účinku nemůže být "odebrán" nepřátelem jako enchantment.
- Ritual – vytvoří tzv. spirit (ducha), dělí se na Nature Ritual, Binding Ritual + Ebon Vanguard Ritual.
  - Nature Ritual – skilly náležící rangerům. Vytvoří spirita který ovlivňuje jak nepřátele tak spojence. Nedá se určit jestli je efekt prospěšný nebo ne, vždy záleží na okolnostech a ostatních skillech.
  - Binding Ritual – ritualista vyvolá ducha, který buďto útočí na nepřítele nebo má nějaký pozitivní efekt na spojence.
  - Ebon Vanguard Ritual – stejný jako Nature Ritual ale ovlivňuje jen spojence. Tento rituál mohou používat i jiné profese než ranger, síla závisí na titulu Ebon vanguard.
- Ward – vytvoří tzv. totem který působí v oblasti pozitivně na spojence(např. zabraňuje shození na zem, nebo přidává obranu proti elementům spojencům nacházejícím v dosahu wardu) nebo taky záporně pro nepřátele (zpomalí pohyb nepřátel nacházejících se v dosahu wardu)

#### Cena skillů
Většina skillů při aktivaci spotřebovává energii nebo adrenalin, přičemž k spotřebě dochází hned na začátku aktivace skillu. Jestli je aktivace přerušena, či už hráčem samotným, nebo nepřítelem, hráč energii investovanou do vyvolání skillu ztrácí. V hře existují i skilly, tzv. signety, které při aktiváci nespotřebovávají energii ani adrenalin.

##### Energie
Energie je univerzálním platidlem za vyvolání skillu. Velikost zásoby energie ovlivňuje povolání, druh brnění a zbraně, které hráč používá. Energii hráč získává použitím některého ze skillů na doplnění energie nebo postupnou regenerací. Základní regenerace se pohybuje v závislosti od primárního povolání od jednoho až po dva body do energie za sekundu. Působením některých skillů je možné regeneraci posilnit až na pět bodů energie za sekundu. Typická cena skillu se pohybuje od 5 do 25 bodů energie. Hráči může použitím skillů doplňovat energii pouze sami sobě. Výjimkou je nekromancer, který jediný disponuje skilly na zrychlení regenerace energie pro spoluhráče.

##### Adrenalin
Adrenalin je speciálním druhem energie. Nabíjí se při boji tím, že hráč zasáhne nepřítele zbraní. Adrenalin se nenaplní do společného zásobníku s energií. Každý adrenalinový skill má vlastní zásobník. Když hráč používá více skillů využívajících adrenalin, jejich zásobníky se plní současně. Použití skillu využívajícího adrenalin způsobí úplné vyprázdnění zásobníku tohoto skillu a současně odebere 1/4 adrenalinu ze všech ostatních adrenalinových skillů. To znamená, že adrenalinové skilly nemohou byt použité v sérii bez dalších zásahů protivníka. Jestli ale používaný adrenalinový skill slouží na útok na nepřítele a nebude zablokovaný, tak úspěšný zásah způsobí doplnění adrenalinu do zásobníků ostatních skillů a bude je možné použít. Jedním zásahem se do každého zásobníku adrenalinového skillu doplní jeden dílek adrenalinu. Adrenalin se doplní i tím, že hráč utrží zásah od nepřítele. Tímto způsobem hráč získá 1/4 dílka adrenalinu za každý utržený zásah.

### Gildy
Gildy jsou skupiny hráčů. Hráč který gildu zakládá, se stává jejím velitelem. Každá gilda si může vytvořit a koupit svůj vlastní plášť, případně tzv. Guild Hall, sídlo gildy, které je potřebné pro hraní gildovních zápasů.

### Taktika
Taktika je v této hře mimořádně důležitá. Výběr skillů je důležitou částí taktiky. Když postava má primární a sekundární povolání a od každého z těchto povolaní získá víc než 100 skillů, získá k dispozici přibližně 250 skillů, ze kterých je možné při hraní použít pouze 8. Platí to i pro PvE část, i pro PvP část . Při výběru skillů je potřeba brát ohled na to, jestli hrajeme PvE nebo PvP. Dále je třeba brát ohled i na skilly ostatních hráčů v týmu, abychom mohli využívat speciální vlastnosti skillů při použití v kombinacích.

### PvE
PvE část hry se skládá z plnění úloh a misí. Nová PvE postava má level 1. Vyšší levely (maximum je 20) hráči získávají po nasbírání určitého množství zkušeností. Zkušenosti se dají získat následujícími způsoby:
- Plnění úloh
- Plnění misí
- Zabíjení nepřátel

Při hraní PvE jsou města jedinými místy, kde se hráči mohou potkávat ve velkém množství. Kvůli nižší náročnosti na internetové připojení je i počet hráčův ve městě omezený. Když přesáhne určitý počet, vytváří se nová kopie města, tzv. district. Přechod mezi jednotlivými kopiemi je možný.
Po odchodě z města je vygenerovaná nová kopie lokace, do které hráč/hráči vstupují. V této kopii mapy se nacházejí pouze hráči, kteří se spojili do skupiny. Při hraní PvE se na mapě nacházejí vždy pouze hráči jedné skupiny. Nepřátele tu tvoří pouze počítačem ovládané monstra, které neoživnou po určitém čase jako je to v jiných hrách ale až v momentě, když je mapa znova vygenerovaná. Pro opětovný boj s nimi je potřebné přejít na jiné území nebo do města a vrátit se zpět.

### PvP
PvP je nosnou částí hry. V soubojích se tam potkávají týmy hráčů, případně jednotlivci. Velikost bojujících skupin hráčů je daná typem souboje. Obyčejně je to 4 nebo 8 hráčů.

#### Arény
Arény jsou jedním z typů PvP her v Guild Wars. Je to aréna pro 4 hráče. Hráč má na začátku přístup pouze do tzv. random arény. To je aréna, ve které není možné sestavovat tým. Ten je v momente zahájení hry sestavený náhodně z hráčů čekajících na hru. Až hráč, kterému se podaří v této random aréně získat nepřerušenou sérii 10 výher získává přístup do dalších arén, například do Team arény. Tam je možné sestavit si skupinu podle představ hráčů.

#### Heroe's Ascent
Heroe's Ascent je typ arény pro 8 hráčů. Ta je přístupná pouze pro hráče, kteří v random aréně získají nepřerušenou sérii 10 výher. V tomto typu PvP hráči po spuštění musí nejprve porazit skupinu počítačem řízených bojovníků. Podle času, kolik jim tato úloha zabere, získají bonus do následujícího souboje. V tomto souboji se už bojuje proti lidským protihráčům. Po každé výhře vítěz postupuje do nové mapy, na které se střetne s dalším hráčem. Po prohře je postava vrácená do města, ve kterém se vytvoří nový tým a všechno se začíná od začátku. Na prvních mapách soupeří pouze 2 týmy. Později to jsou 3 a 4 teamy. Poslední mapou je tzv. Hall of Heroes. Po výhře v této místnosti vítěz obdrží hotovost, náhodné předměty a sigil, což je materiál potřebný pro koupi guild hallu.
Výhry v Heroe's Ascent jsou bodované. Hráč sbírá body na svůj účet a po dosáhnutí jistého množství bodů získává nový stupeň, tzv. Rank. Rank nemá žádný vliv na vlastnosti hráče, má jen informační charakter.

#### Alianční bitvy (Alliance Battle)
Bližší informace se dočtete v článku: Alianční bitvy

V tomto typu PvP hry proti sobě stojí 2 aliance. Aliance Kurziků a Luxonů. Tento typ PvP byl zavedený až po vydání Guild Wars Factions.

#### Guild Battle
Bitvy klanů jsou primárním PvP prvkem hry. Je to hra pro 8členné týmy. Tento druh PvP mohou hrát pouze ty gildy, které vlastní Guild Hall. Je možné hrát nebodovaný, nebo bodovaný guild battle. Při nebodovaném je potřebné najít si gildu, která bude s Vámi tento zápas ochotná hrát. Při bodovaném guild battle je soupeř vybíraný náhodně, přičemž je braný ohled na vaše aktuální umístění v světovém žebříčku. Tento žebříček je každých několik týdnů pozastaven a několik týmů z jeho čela hraje semifinálové zápasy. Za umístění v žebříčku a v semifinále jsou gildám udělované speciální body, které jsou po ukončení PvP sezóny spočítané. Týmy s nejvyšším počtem bodů postupují do finále světového šampionátu v Guild Wars, který se koná jednou za rok. Po odehrání semifinálových zápasů je žebříček resetovaný, takže všechny gildy začínají bojovat o svoje umístění znovu.
Guild Battly se hrají v guild hallech. Vždy se hraje v guild hallu jednoho z týmů. Cílem je zabít Guild Lorda, který je umístěný v základně obou týmů. Guild Lord je chráněn několika počítačem řízenými postavami (NPC) a dvěma počítačovými bodyguardy. Všichni počítačem řízení obránci v 30. minutě hry vybíhají ze základny. Po 35. minutě hry ze základny vybíhá i samotný Guild Lord. Hra končí v momentě, když je jeden Guild Lord mrtvý. Vítěz získá několik bodů do ratingu. Poražený ztratí tolik bodů, kolik získá soupeř. Když hrají 2 týmy se stejným umístěním, vítěz získá a poražený ztratí 15 bodů.

### Poplatky
Další podstatnou věcí, která odlišuje GW od ostatních MMORPG her je způsob distribuce. Za samotné hraní není potřeba platit žádné měsíční poplatky, jediné co pro hraní potřebujete, je originální hra.
Hra je pravidelně aktualizovaná, autoři dvakrát vydali placené rozšíření v podobě nových povolání, nových oblastí, skillů, nepřátel atd. Tato rozšíření však nejsou nutná pro další hraní a hráč který vlastní pouze původní hru, by neměl mít žádné nevýhody proti hráčům, kteří si tyto rozšíření zakoupili (tedy samozřejmě nebudou moci používat nové skilly nebo hrát za nové postavy). Podobně to platí i opačně, tedy hráč si může koupit pouze rozšíření a nemusí vlastnit původní verzi hry. Hráč s kteroukoliv zakoupenou částí Guild Wars má přístup do všech PvP oblastí, ale PvE si zahraje pouze v oblastech, které obsahují jimi zakoupené části hry.

## Tituly
Po vydání přídavku Guild Wars Factions se všem hráčům (i těm, kteří Factions nevlastní) otevřela možnost získávat tituly. Tituly se dají rozdělit podle více kategorií, například na PvE a PvP tituly, případně na tituly vztahující se k jediné postavě, která titul získala, nebo k celému účtu hráče (k všem postavám vytvořených hráčem). Po získaní titulu se zpřístupní možnost zobrazit si tento titul pod jménem hráče. Titul bude ale zobrazený pouze v městech. Po odchodu z města se zobrazení titulu automaticky vypne. Tituly nemají žádný vliv na vlastnosti hráče, mají sloužit pouze na zpestření hry s cílem vytvořit soutěž, kdo vybraný titul získá jako první.

## Části hry
Pro hraní stačí vlastnit aspoň jednu z částí hry. Koupí další části se hráčovi zpřístupní nové mapy PvE oblastí, nové postavy a nová kouzla jak pro nové, tak i pro postavy povolání z jiných verzí. PvP část je přístupná ze všech částí hry a je vždy stejná.

### Guild Wars Prophecies
První část hry, původně označovaná pouze jako Guild Wars. Později kvůli vydání nových verzí byl k názvu hry přidaný text Prophecies. Obsahuje 6 základních povolání. Jsou to:
- Warrior – válečník. Meče, sekery a velká kladiva jsou jeho typickými nástroji.
- Ranger – hraničář, lukostřelec. Ovládá luky a může spolupracovat se zvířaty.
- Elementalista – mág. Vládne vodě, vzduchu, zemi a ohni.
- Necromancer – ovládá silu mrtvých, silu krve a silu zaříkání. Bojujete s ním po boku armády vytvořené z těl nepřátel.
- Mesmer – zaklínač a mistr protiútoků. Postrach ostatních povolání.
- Monk – mnich, léčitel. Používá především kouzla na léčení a ochranu, ale má k dispozici i mimořádně ničivá kouzla a proto je silným nepřítelem.

### Guild Wars Factions
Druhá část hry situovaná v orientálním prostředí. S touto verzí se do hry zapojili i 2 nové povolání. Jsou to:
- Assassin – nájemný vrah, mistr boje zblízka, jeho typickou zbraní jsou dýky.
- Ritualista – mág spjatý s přírodou. Vyvolává tzv. spirity s různými vlastnostmi.

### Guild Wars Nightfall
Třetí už vydaná část hry. 2 nové povolání:
- Dervish- bojovník s kosou, který má plošný útok a může se převtělit do různých polobohů.
- Paragon – podobný jako warrior, používá oštěp, má podporovací kouzla pro družinu/partu.

### Guild Wars: Eye of the North
- Žádné nové povolání, do tohoto datadisku se dá dostat pouze s vytvořenou postavou v jiné kampani. Na rozdíl od ostatních datadisků, jejichž umístěním byl zcela nový kontinent, navazuje GWEotN na první z dílů (GW:Prophecies) a rozšiřuje původní kontinent na dvojnásobek, obohacuje původní příběh a přidává cca 22 dungeonů.